# Vega (lanciatore)
Vega, acronimo di Vettore Europeo di Generazione Avanzata, era un vettore in uso dalla Arianespace, sviluppato in collaborazione dall'Agenzia Spaziale Italiana (ASI) e l'Agenzia Spaziale Europea (ESA) per il lancio in orbita di piccoli satelliti (300 – 1500 kg). Ha effettuato il suo ultimo volo il 5 settembre 2024 ed è stato sostituito dal nuovo lanciatore Vega C.
Il Vega, che prende il nome dall'omonima stella della costellazione Lyra, era un vettore a corpo unico, senza booster laterali, con tre stadi a propellente solido P80, Zefiro 23, Zefiro 9 e uno stadio per le manovre orbitali a propellente liquido, l'AVUM.

## Sviluppatori
Lo sviluppo tecnico è stato affidato all'italiana ELV, una società partecipata al 70% dall'Avio e al 30% dall'ASI. Il concetto iniziale di partenza del progetto del lanciatore, conosciuto in un primo tempo semplicemente come "Zefiro" dal nome del modello unico di propulsore previsto nella configurazione originaria, era stato presentato dall'allora BPD Difesa Spazio all'ASI, nel 1988, quale successore del vettore Scout (utilizzato dal programma "Progetto San Marco") di cui si prospettava, ormai, una prossima cessazione della produzione. Il progetto definitivo Vega è stato avviato nel 1998 con l'approvazione finale da parte dell'Agenzia Spaziale Europea. L'Italia è il maggior finanziatore e sviluppatore del programma con una quota del 65%, seguono la Francia (12,43%), il Belgio (5,63%), la Spagna (5%), i Paesi Bassi (3,5%) e infine con quote marginali la Svizzera (1,34%) e la Svezia (0,8%).

## Caratteristiche

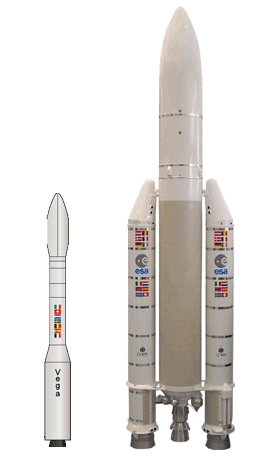
Lanciatore Vega confrontato con l'Ariane 5.

Il razzo è progettato per il trasporto in orbita di piccoli carichi, tra i 300 e i 1500 kg, in orbite basse o polari, in particolar modo eliosincrone. Una caratteristica particolare e molto apprezzata è la possibilità di trasportare due o tre piccoli carichi contemporaneamente e posizionarli correttamente su orbite diverse, capacità non comune nei lanciatori di così piccole dimensioni.
Il lanciatore è formato da un corpo singolo a quattro stadi, alto circa 30 metri, con un diametro massimo di circa 3 metri e con un peso al decollo di 137 tonnellate. A differenza di molti altri vettori, il Vega è stato costruito in fibra di carbonio.
| Parametri            | P80      | Zefiro 23 | Zefiro 9 | AVUM    |
| -------------------- | -------- | --------- | -------- | ------- |
| Altezza              | 11,2 m   | 8,39 m    | 4,12 m   | 2,04 m  |
| Diametro             | 3,025 m  | 1,9 m     | 1,9 m    | 2,18 m  |
| Massa di propellente | 87,710 t | 23,814 t  | 10,567 t | 0,577 t |
| Massa case motore    | 3 260 kg | 900 kg    | 400 kg   | 16 kg   |
| Spinta media         | 3 015 kN | 1 120 kN  | 295,9 kN | 2,45 kN |
| Tempo di accensione  | 109,9 s  | 77,1 s    | 119,9 s  | 667 s   |
| Impulso specifico    | 280 s    | 287,5 s   | 295,9 s  | 314,6 s |

## I 4 stadi del lanciatore

### P80
Il primo stadio di Vega in ordine di accensione, detto P80 è il più grande e più potente propulsore a propellente solido monoblocco del mondo. Questo programma è stato guidato dal Centre national d'études spatiales (CNES) di Évry ed è stato finanziato da Francia (66%), Belgio, Paesi Bassi e Italia. Oltre a realizzare il primo stadio di Vega, il progetto P80 puntava anche a sviluppare nuove tecnologie utili per i futuri sviluppi della serie Ariane. La progettazione dello stadio è stata affidata all'italiana Avio (motore) e alla italo-francese Europropulsion (integrazione), oltre a commesse minori alla belga SABCA (sistema di controllo), alla francese Snecma (ugello di scarico) e all'olandese Stork B.V. (sistema di accensione).
Lo stadio è alto 11,20 metri, ha un diametro di 3 metri e un peso di 96,263 tonnellate, di cui 87,710 di propellente. La spinta prodotta dal motore, equivalente a 3 015 kN, viene fornita per 109,9 secondi.
Il P80 è stato sottoposto a due test di accensione, il primo si è svolto a Kourou il 30 novembre 2006 e si è concluso con successo: il motore ha fornito un comportamento molto simile alle previsioni.
Lo sviluppo del progetto si è quindi concluso con una seconda prova di accensione a Kourou il 4 dicembre 2007, durante la quale è stato utilizzato un nuovo ugello orientabile. Il motore ha generato una spinta in linea con le aspettative, permettendo allo stadio di essere dichiarato pronto per i voli.

### Zefiro 23eZefiro 9
ZEFIRO = ZEro FIrst stage ROcket motor deriva dalla configurazione originaria del VEGA che prevedeva due Zefiro uguali per i primi due stadi del Lanciatore detti stadio zero e primo stadio.
Lo Zefiro 23 e lo Zefiro 9, dove il numero rappresenta il peso in tonnellate previsto all'inizio della progettazione, sono rispettivamente il secondo e il terzo stadio di Vega. Sono stati sviluppati, costruiti e testati da Avio, con la collaborazione della SABCA per il sistema di controllo.
Lo Zefiro 23 è stato sottoposto a due prove di accensione presso il poligono del Salto di Quirra, la prima il 26 giugno 2006, la seconda il 27 marzo 2008. Entrambe si sono svolte con successo e lo Zefiro 23 è stato dichiarato abilitato al volo.
Anche lo Zefiro 9 è stato sottoposto a due prove di accensione al Salto di Quirra. La prima, svoltasi il 20 dicembre 2005 si è risolta in un pieno successo; al contrario durante la seconda, del 27 marzo 2008, che seguiva un lavoro di revisione sulla base dei dati del primo test, il motore ha mostrato un calo anomalo della pressione interna.
L'insuccesso ha provocato un ritardo nello sviluppo del lanciatore, tuttavia il 23 ottobre 2008, in occasione di un nuovo test, il motore ha mostrato prestazioni soddisfacenti, anche grazie ad un nuovo ugello e una maggiore quantità di propellente.

### AVUM
Il quarto stadio, denominato Attitude and Vernier Upper Module, ospita il motore responsabile dell'inserimento finale in orbita del carico. Al contrario degli stadi precedenti, che utilizzano propellente solido, il quarto stadio utilizza un propellente liquido, costituito da dimetilidrazina asimmetrica (UDMH) e tetraossido di diazoto come comburente. La regolazione dell'orientamento del modulo è attuata tramite un sistema che fa uso di idrazina. Al di sopra del sistema propulsivo si trova un modulo che ospita i componenti principali dell'avionica del lanciatore.
Lo stadio è alto 2,04 metri, ha un diametro di 2,18 metri e un peso di 1265 chilogrammi, di cui fino a 577 di propellente. La spinta fornita dal motore per 667 secondi equivale a 2,45 kN.
Il modulo è di tecnologia e produzione ucraina e spagnola: il motore è sviluppato dall'azienda Yuzhnoye mentre una controllata spagnola di EADS è responsabile della struttura e della scocca. In passato si è discusso riguardo alla possibilità di sostituire il motore ucraino con uno tedesco in modo da rendere il modulo una produzione totale europea.

### Copertura del carico
La copertura del carico, il cosiddetto payload fairing, è stato progettato e prodotto dalla svizzera RUAG Space. Ha un diametro di 2,6 metri, un'altezza di 7,88 metri e una massa di 540 kg.

## Lanci

### Test di qualifica
Il 26 giugno 2006 è stata portata a termine, presso il Poligono Sperimentale e di Addestramento Interforze di Quirra (Sardegna), la prova di accensione dei motori del secondo stadio Zefiro 23, che ha permesso di raccogliere fondamentali informazioni sulle caratteristiche dello stadio: variazioni di pressione, temperatura e velocità di combustione, profilo di spinta, controllo dell'orientamento della spinta tramite gli attuatori elettromeccanici che azionano l'ugello. I parametri raccolti hanno decretato il pieno successo della prova.
Il 30 novembre 2006 si è svolta con successo presso il centro spaziale della Guyana francese la prova di accensione dei motori del primo stadio P80 del lanciatore. Il 5 dicembre 2007 la versione definitiva del motore P80 è stata collaudata con successo nel centro spaziale di Kourou nella Guiana Francese.

### Primo lancio
Il primo volo di Vega, codice volo VV01, inizialmente previsto per il novembre del 2010, è avvenuto il 13 febbraio 2012 dal Centre spatial guyanais di Kourou, portando in orbita nove satelliti, fra cui gli italiani LARES acronimo di LAser Relativity Satellite (satellite ideato per misurare, con una precisione dell'1%, l'effetto Lense-Thirring della relatività generale), costruito con la collaborazione dell'Università La Sapienza, e ALMASat-1, costruito nel polo ingegneristico di Forlì dell'Università di Bologna.

### Programma VERTA
Dopo il primo volo l'Agenzia Spaziale Europea aveva previsto cinque lanci, come parte del programma VERTA (VEga Research and Technology Accompaniment) volto a convincere i potenziali utenti della validità del vettore. Durante questi voli, VEGA ha portato in orbita quattro satelliti dell'Agenzia Spaziale Europea: Proba-V (osservazione della Terra), ADM-Aeolus (studio dell'atmosfera), LISA Pathfinder (studio delle onde gravitazionali) e l'Intermediate Experimental Vehicle (IXV). Insieme ai carichi principali sono stati lanciati anche nanosatelliti a scopi didattici come e-st@r del Politecnico di Torino. Il programma VERTA prevedeva una frequenza minima di due lanci per anno, con l'obiettivo di dimostrare le potenzialità di VEGA per lo sfruttamento commerciale e si è concluso con il lancio del dimostratore LISA Pathfinder.

#### Secondo lancio
Il secondo lancio (primo lancio del programma VERTA), codice volo VV02, è stato effettuato alle 4 (ora italiana) del 7 maggio 2013, trasportando in orbita il satellite Proba-V dell'ESA, in grado di eseguire un rilievo globale della vegetazione, il primo satellite estone, l'ESTCube-1, e un satellite vietnamita il VNREDSAT.

#### Terzo lancio
Il 30 aprile 2014 alle ore 3.35 (ora italiana) è avvenuto il terzo lancio del vettore, il primo lancio esclusivamente commerciale. Il lancio è avvenuto dalla piattaforma numero 1 del Centre spatial guyanais a Kourou nella Guyana francese, la stessa usata per i razzi Ariane 1. Con questo lancio si è messo in orbita un satellite, il KazEOSat-1, del peso complessivo di 900 kg che fornirà immagini multispettrali ed in pancromia ad alta risoluzione dell'intero pianeta, che verranno utilizzate per il monitoraggio e la mappatura del pianeta, il supporto alla gestione delle catastrofi naturali e la pura sorveglianza del territorio.

#### Quarto lancio
Il quarto lancio è avvenuto regolarmente l'11 febbraio 2015 e ha portato in una traiettoria sub-orbitale il veicolo sperimentale europeo IXV. Durante il volo, il quarto stadio AVUM è entrato brevemente in orbita e poi ha eseguito una manovra di de-orbiting come pianificato.

#### Quinto lancio
Il quinto lancio (il primo del lotto della fornitura Arianespace-ELV) è avvenuto il 23 giugno 2015 alle 3:51 ora italiana dalla base di Kourou per mettere in orbita il satellite Sentinel 2A facente parte del programma europeo Copernicus (messa in orbita di una decina di satelliti). Compito di questo satellite è svelare, per i prossimi 7 anni, i "colori" della terra controllando così lo stato di salute del nostro pianeta, con particolare attenzione alle aree agricole e alle foreste. Il satellite Sentinel 1A è stato lanciato in orbita il 3 aprile 2014 tramite il razzo Soyuz.

#### Sesto lancio
Il sesto lancio (il quinto ed ultimo del programma VERTA) è avvenuto sempre a Kourou il 3 dicembre 2015 alle 04;04;00 UTC, per mettere in orbita il satellite della Airbus LISA Pathfinder per il quale era stata inizialmente prevista una vita operativa di un anno, in seguito estesa fino al giugno del 2017.

### Fornitura Arianespace-ELV
A novembre 2013 è stato firmato un contratto tra Arianespace ed ELV per la fornitura di dieci vettori VEGA, che saranno lanciati nell'arco di tre anni dopo la fine del programma VERTA.

#### Settimo lancio
Il settimo lancio, avvenuto alle 01:43 UTC del 16 settembre 2016, ha permesso l'immissione in orbita di 4 satelliti della piattaforma di rilevamento della superficie terrestre "Terra Bella" e del satellite di osservazione PeruSAT-1.

#### Ottavo lancio
Con l'ottavo lancio avvenuto alle ore 13.51 UTC del 5 dicembre 2016 è stato messo in orbita il satellite turco per l’osservazione della terra Gokturk-1.

#### Nono lancio
Il 7 marzo 2017 alle 01:49 UTC è stato lanciato con successo il satellite Sentinel 2B nell'ambito del progetto europeo Copernicus per il monitoraggio delle terre emerse e delle acque costiere del pianeta.

#### Decimo lancio
Con il lancio del 2 agosto 2017 sono stati messi in orbita due satelliti per l'osservazione terrestre, l'OPTSAT-3000 per conto del Ministero della difesa italiano e il satellite franco-israeliano VENµS.

#### Undicesimo lancio
Con la missione VV11 è stato lanciato l'8 novembre del 2017 il satellite Mohammed VI-A per conto del Marocco. Inizialmente era previsto che il carico pagante della missione VV11 fosse il satellite dell'ESA ADM-Aeolus, ma nel corso del 2017 fu deciso di far slittare al 2018 il lancio dell'Aeolus e di assegnare al satellite marocchino l'ultimo lancio del Vega del 2017.

#### Dodicesimo lancio
Il primo lancio del 2018 del Vega ha visto la messa in orbita del satellite meteorologico ESA ADM-Aeolus per la rilevazione accurata del profilo dei venti. Inizialmente previsto per il 21 agosto, il lancio fu posticipato di un giorno a causa delle avverse condizioni meteo in quota.

#### Tredicesimo lancio
Il 21 novembre 2018, con la missione VV13, è avvenuto il lancio del secondo satellite Mohammed VI per conto del Marocco. Come l'anno precedente, la natura del carico pagante è rimasta riservata fino a poche settimane prima del lancio. Al suo posto era infatti previsto il satellite PRISMA, poi slittato al marzo 2019.

#### Quattordicesimo lancio
Nella notte tra il 21 ed il 22 marzo 2019, è stata lanciata la missione PRISMA dell'Agenzia Spaziale Italiana, il primo satellite sviluppato in Europa per l'osservazione iperspettrale della Terra. Grazie ai suoi sensori in grado di rilevare separatamente più di 200 bande nello spettro ultravioletto, visibile ed infrarosso, è possibile acquisire immagini della superficie terrestre contenenti informazioni anche sulla composizione chimico-fisica degli oggetti osservati.

#### Quindicesimo lancio - Fallimento missione VV15
L'11 luglio 2019 la missione VV15 ha segnato il primo fallimento del lanciatore Vega. A due minuti dal decollo, poco dopo l'accensione del secondo stadio, si è verificata un'anomalia che ha portato alla deviazione dalla traiettoria prevista. La missione si è quindi conclusa con la perdita del carico utile, il satellite militare Falcon Eye 1.
Il rapporto preliminare della Commissione indipendente che ha indagato sulle cause del fallimento della missione, ha stabilito che a 130 secondi dal decollo (T+130), 14 secondi dopo l'accensione del secondo stadio, si è verificato un rapido e violento cedimento strutturale della parte anteriore del motore Zefiro 23 che ha provocato la rottura del lanciatore in due parti. A T+135 la traiettoria ha iniziato a discostarsi da quella nominale e a T+213 è stata comandata da terra l'autodistruzione del vettore. L'ultimo segnale della telemetria è stato ricevuto a T+314. La Commissione ha proposto un piano di verifiche e azioni correttive da completare prima della ripresa della campagna di lanci del Vega, prevista per il primo trimestre 2020.
Successive analisi e test su modelli in scala e a grandezza naturale hanno identificato, riprodotto e confermato che il cedimento strutturale è stato causato da un difetto nell'isolamento termico nella parte superiore del Zefiro 23 che, provocando una fuga di gas ad alta temperatura, ne ha determinato il malfunzionamento.

#### Sedicesimo lancio - Ritorno in servizio
A più di un anno di distanza dal fallimento della missione VV15, il 3 settembre 2020 è stato completato con successo il sedicesimo lancio del vettore Vega. Con un carico di 53 satelliti di 21 clienti provenienti da 13 diverse nazioni, ha dimostrato la capacità del sistema Ssms (Small Spacecraft Mission Service) di rilasciare micro e nano satelliti in differenti orbite in un'unica missione.
La missione, inizialmente prevista a settembre del 2019, è stata prima rimandata a marzo 2020 in seguito alle verifiche di qualità sul sistema di produzione dettate dall'inchiesta sulla missione precedente e poi, a causa della pandemia di Covid-19, ad agosto 2020. I venti periodici presenti alle latitudini equatoriali, incompatibili con il profilo di missione, hanno però provocato una serie di ritardi nel lancio che è stato riprogrammato per il due settembre. Dopo un ennesimo ritardo dovuto ad un tifone che si stava abbattendo sulla stazione di controllo della telemetria in Corea del Sud, il Vega è stato finalmente lanciato nella notte tra il 2 ed il 3 settembre 2020.

#### Diciassettesimo lancio - Fallimento missione VV17
Il 17 novembre 2020 si verifica una nuova anomalia durante la missione VV17 che si conclude a soli 8 minuti dal lancio. Dopo un corretto funzionamento del primo, secondo e terzo stadio, si è verificata un’anomalia del quarto stadio che ha provocato una deviazione della traiettoria del lanciatore.

#### Diciottesimo lancio
Il 29 aprile 2021 ha luogo la missione VV18, che ha messo regolarmente in orbita il satellite francese Pléiades Neo 3 e altri 5 microsatelliti, il norvegese Norsat 3 e 4 cubesat, utilizzando un modulo derivato dall’adattatore SSMS già validato nella missione VV16 a settembre 2020.

#### Diciannovesimo lancio
Il 16 agosto 2021 ha luogo la missione VV19, che, similmente al VV18, ha messo regolarmente in orbita eliosincrona  il satellite Pléiades Neo 4 assieme a 4 cubesat, utilizzando l’adattatore SSMS.

#### Ventesimo lancio
Il 16 novembre 2021 ha luogo la missione VV20, che ha messo regolarmente in orbita tre satelliti francesi CERES,  i quali verranno usati dalla difesa francese per intelligence elettronica, la mappatura di centri di comunicazione e radar.

#### Ventunesimo lancio
Il 9 ottobre 2023 ha luogo la missione VV23 (ventunesimo lancio per Vega, le missioni VV21 e VV22 sono state fatte con il Vega C), ha messo in orbita 10 CubaSat.

#### Ventiduesimo lancio
Il 5 settembre 2024 ha luogo la missione VV24, che ha messo regolarmente in orbita il satellite Sentinel-2C.

## Varianti

### Vega C

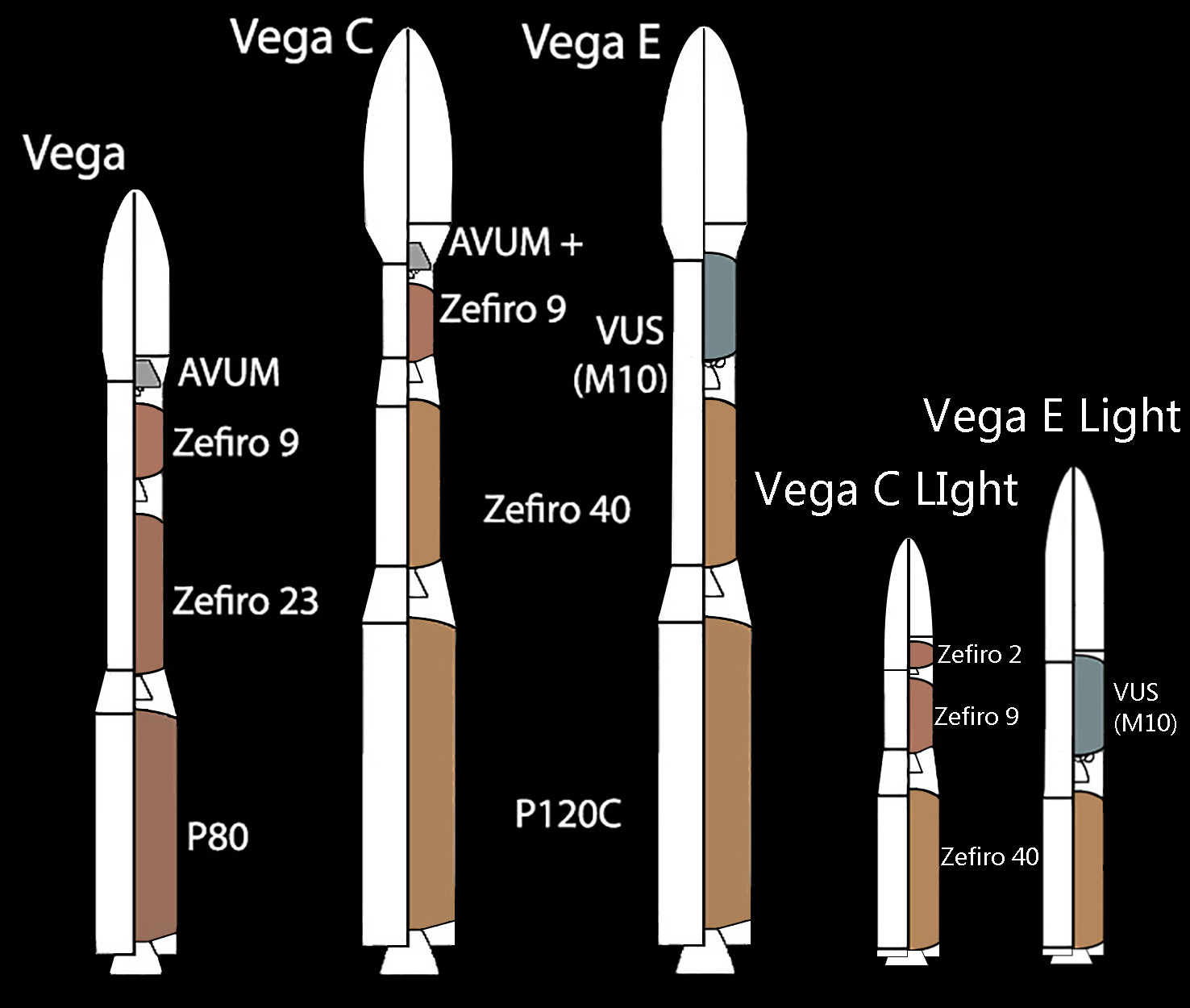
Confronto delle varie versioni del Vega

Lo sviluppo della versione Vega C è stato formalmente approvato il 12 agosto 2015 e vede l'impiego di un P120C per il primo stadio (una versione maggiorata del P80, usata anche come booster di Ariane 6), un Z40 al secondo stadio, uno Z9 per il terzo e l'AVUM+ (che ha il 20% di propellente in più rispetto all'AVUM standard) per il quarto stadio. Questa versione è in grado di immettere fino a 2200 kg di carico utile in orbita polare a 700 km o 1800 kg in orbita elio sincrona a 800 km. Le prove di tenuta alla pressione di esercizio ed ai carichi strutturali di progetto sul primo prototipo di P120C si sono concluse il 17 giugno 2017 nello stabilimento Avio di Colleferro. A marzo del 2018 è stato provato al banco presso il poligono di Salto Quirra il primo modello di Z40. Il 16 luglio 2018 è stato provato con successo il primo dei tre motori P120C necessari alla certificazione propedeutica al primo lancio del Vega C, dapprima previsto per il 2021 e infine effettuato con successo il 13 luglio 2022.

### Space Rider
In seguito all'esperienza acquisita con l'Intermediate eXperimental Vehicle, l'ESA decise, nel dicembre 2016, di procedere con lo sviluppo di un sistema riutilizzabile di accesso all'orbita bassa. Dopo una prima verifica di fattibilità conclusa a dicembre 2017, il 25 gennaio 2018 iniziò la definizione del progetto preliminare. Per ridurre al minimo i costi di sviluppo e massimizzare il carico utile, lo Space Rider sfrutta elementi derivati dal progetto IXV fondendoli con il progetto del Vega C. Il risultato è uno spazioplano composto di un modulo di servizio orbitale (lo stadio superiore del Vega C modificato con un impianto fotovoltaico da 16 Kw e un sistema di controllo di assetto potenziato) e un modulo di rientro con un volume utile di 1,2 m3 in grado di rientrare a terra e volare di nuovo dopo una leggera manutenzione.

### VEnUS
Il VEnUS (VEGA Electrical nudge Upper Stage) è una evoluzione del modulo orbitale studiato per lo Space Rider con l'obiettivo di permettere al Vega C una maggiore flessibilità nel collocamento di satelliti fino a 1000 kg in particolari orbite fortemente ellittiche o di fuga, nel trasferimento da orbite di parcheggio ad orbite geostazionarie. Si compone di un modulo contenente il sistema di controllo di assetto, quattro serbatoi contenenti il gas xeno usato come propellente nei motori elettrici e un modulo per la produzione di energia elettrica mediante pannelli fotovoltaici ripiegabili, computer di navigazione e assetto con sensori stellari, ruote di reazione coadiuvate da sistemi di controllo d'assetto a momento magnetico.

### Vega E
Già a partire dal 2004 fu proposto con il programma "LYRA" lo sviluppo di una versione evoluta del lanciatore che prevedeva un terzo stadio a propellenti liquidi (ossigeno-metano) in sostituzione del terzo e quarto stadio della configurazione iniziale con l'obiettivo di incrementare del 30% le prestazioni del vettore senza impatti significativi sul prezzo del lancio. Una volta definita la versione "consolidata" (Vega C), fu proposta una successiva "evoluzione" (Vega E) con l'obbiettivo di sfruttare al meglio le esperienze ottenute durante il programma di sviluppo Vega utilizzando motori già disponibili o in via di sviluppo, come l'inedito stadio superiore a metano ed ossigeno liquido (denominato VUS, Vega Upper Stage). Il 30 novembre 2017 ne è stato firmato a Parigi un contratto da 53 milioni di euro per la realizzazione dopo il 2024.
Saranno introdotte nuove metodologie produttive quali la stampa 3D e sarà aggiornato il sistema di controllo di assetto (con nuovi motori a perossido di idrogeno) e l'avionica. Il 13 novembre 2018 è stata completata con successo la prima prova al banco del prototipo in scala del motore M10 del VUS presso gli stabilimenti Avio di Colleferro.
Durante la fase di valutazione preliminare del sistema di lancio (il cui completamento è previsto a fine 2018), sono emerse due configurazioni principali. La prima (VEGA–E light, chiamato anche VEGA–L) è un lanciatore bi-stadio con un carico utile di 400 kg verso l'orbita bassa ed è costituito dal Z40 (attuale secondo stadio del Vega C) e dal VUS. L'altra (VEGA-E heavy) ha prestazioni simili al Vega C ed è composta dal P120C al primo stadio, lo Z40 al secondo ed il VUS come stadio superiore.
Il 22 maggio 2019 è stato istituito in Francia un gruppo di lavoro congiunto delle commissioni Affari economici, Affari esteri, Difesa e forze armate francesi che, il 19 novembre 2019, ha redatto un rapporto in cui emergerebbe la raccomandazione per l'Europa, da parte del governo francese, di concentrarsi sullo sviluppo di Ariane 6 limitando conseguentemente lo sviluppo del Vega E al fine di ottenere al massimo solo la riduzione dei costi di lancio di quest'ultimo senza aumentarne le prestazioni. Questa raccomandazione punta ad evitare di aumentare la sovrapposizione tra l’area delle prestazioni di Ariane 6 e quella del Vega E, cioè le orbite e i carichi servibili da entrambi i vettori, dove i due lanciatori sarebbero quindi in competizione.
Nonostante le raccomandazioni del governo francese, sia per la configurazione VEGA-E sia per la VEGA–L sono stati sottoscritti e finanziati i programmi di sviluppo in occasione della conferenza ministeriale europea di Siviglia.

## Vettori concorrenti
Nel mercato dei lanci spaziali di piccoli carichi (sui 1 500 kg) ci sono diversi lanciatori che competono con il Vega. Si possono citare il lanciatore dell'agenzia spaziale indiana PSLV, il Minotaurus-C di Northrop Grumman Corporation, il Lunga Marcia 2C dell'agenzia spaziale cinese, i lanciatori russi Soyuz-2-1v e Rokot, il lanciatore Electron di Rocket Lab e Firefly Alpha di Firefly Aerospace. Gli ultimi due lanciatori hanno un prezzo di mercato più basso rispetto al Vega, con solo 5-6 e 15 milioni di dollari rispettivamente per lancio, ma con un carico in LEO di rispettivamente soli 300 kg e 630 kg. Il prezzo commerciale di un lancio del Vega è di 32 milioni di dollari per portare in orbita LEO 1500 kg. I costi di fabbricazione sono di 25 milioni di dollari, mentre i costi di commercializzazione (Arianespace) e di lancio (Kourou) ammontano a 7 milioni di dollari. Secondo i responsabili del programma, Vega può permettersi di essere il 20% più caro dei suoi concorrenti tenendo conto della qualità delle prestazioni.